# إديث هندرسون
إديث هندرسون (بالإنجليزية: Edith Henderson)‏ هي مهندسة معمارية ومهندسة المناظر الطبيعية أمريكية، ولدت في 9 يونيو 1911 في تشارلوت في الولايات المتحدة، وتوفيت في 12 أكتوبر 2005 في أتلانتا في الولايات المتحدة بسبب مرض آلزهايمر.